# Segona divisió espanyola de futbol 1963-1964
Resum de l'activitat de la temporada 1963-1964 de la Segona divisió espanyola de futbol.

## Grup Nord

### Clubs participants
| Club                   | Ciutat                  | Estadi              |
| ---------------------- | ----------------------- | ------------------- |
| Deportivo Alavés       | Vitòria                 | Mendizorrotza       |
| CF Badalona            | Badalona                | Avinguda de Navarra |
| Burgos CF              | Burgos                  | Zatorre             |
| RC Celta de Vigo       | Vigo                    | Balaídos            |
| CE Constància          | Inca                    | Municipal d'Es Cos  |
| RC Deportivo La Coruña | La Corunya              | Riazor              |
| CE Europa              | Barcelona               | Sardenya            |
| Real Gijón CF          | Gijón                   | El Molinón          |
| CD Hospitalet          | Hospitalet de Llobregat | Municipal d'Esports |
| SD Indautxu            | Bilbao                  | Garellano           |
| UP Langreo             | Langreo                 | Ganzábal            |
| CD Ourense             | Ourense                 | José Antonio        |
| Atlético Osasuna       | Pamplona                | San Juan            |
| Reial Societat         | Sant Sebastià           | Atotxa              |
| Salamanca              | Salamanca               | El Calvario         |
| Real Santander SD      | Santander               | El Sardinero        |

### Classificació
| Pos | Equip                   | PJ | PG | PE | PP | GF | GC | DG  | Pts | Promoció, classificació o descens |
| --- | ----------------------- | -- | -- | -- | -- | -- | -- | --- | --- | --------------------------------- |
| 1   | Deportivo La Coruña (P) | 30 | 19 | 4  | 7  | 74 | 31 | +43 | 42  | Ascens a Primera Divisió          |
| 2   | Real Gijón              | 30 | 17 | 5  | 8  | 53 | 33 | +20 | 39  | Promoció d'ascens                 |
| 3   | Europa                  | 30 | 15 | 7  | 8  | 36 | 27 | +9  | 37  |                                   |
| 4   | Racing Santander        | 30 | 14 | 7  | 9  | 45 | 32 | +13 | 35  |                                   |
| 5   | Osasuna                 | 30 | 14 | 6  | 10 | 53 | 44 | +9  | 34  |                                   |
| 6   | Reial Societat          | 30 | 14 | 5  | 11 | 48 | 35 | +13 | 33  |                                   |
| 7   | Burgos                  | 30 | 13 | 6  | 11 | 40 | 38 | +2  | 32  |                                   |
| 8   | Ourense                 | 30 | 12 | 7  | 11 | 34 | 36 | −2  | 31  |                                   |
| 9   | Celta Vigo              | 30 | 11 | 7  | 12 | 39 | 37 | +2  | 29  |                                   |
| 10  | Constància              | 30 | 8  | 12 | 10 | 33 | 45 | −12 | 28  |                                   |
| 11  | Langreo                 | 30 | 10 | 7  | 13 | 33 | 40 | −7  | 27  |                                   |
| 12  | Indautxu                | 30 | 10 | 6  | 14 | 34 | 38 | −4  | 26  |                                   |
| 13  | Hospitalet (O)          | 30 | 10 | 6  | 14 | 39 | 51 | −12 | 26  | Promoció de descens               |
| 14  | Badalona (O)            | 30 | 9  | 6  | 15 | 39 | 57 | −18 | 24  | Promoció de descens               |
| 15  | Salamanca (R)           | 30 | 7  | 7  | 16 | 25 | 46 | −21 | 21  | Descens a Tercera Divisió         |
| 16  | Alavés (R)              | 30 | 4  | 8  | 18 | 36 | 71 | −35 | 16  | Descens a Tercera Divisió         |

### Resultats
| Casa \ Fora    | ALA | BAD | BUR | CEL | CON | DEP | EUR | GIJ | HOS | IND | LAN | ORE | OSA | RSO | SAL | SAT |
| -------------- | --- | --- | --- | --- | --- | --- | --- | --- | --- | --- | --- | --- | --- | --- | --- | --- |
| Alavés         | —   | 0–1 | 2–4 | 4–1 | 0–2 | 2–1 | 0–1 | 3–5 | 1–1 | 2–2 | 1–2 | 2–3 | 1–4 | 1–0 | 0–1 | 2–3 |
| Badalona       | 7–1 | —   | 4–2 | 1–1 | 2–0 | 2–7 | 0–0 | 1–0 | 2–1 | 3–1 | 2–1 | 1–1 | 2–0 | 3–3 | 0–1 | 0–2 |
| Burgos         | 1–1 | 1–0 | —   | 1–1 | 4–1 | 2–3 | 0–2 | 2–1 | 3–0 | 1–0 | 2–1 | 0–1 | 3–2 | 0–3 | 4–0 | 2–1 |
| Celta Vigo     | 4–0 | 5–0 | 3–0 | —   | 2–1 | 1–0 | 3–2 | 1–4 | 0–0 | 1–0 | 0–2 | 2–0 | 1–2 | 2–0 | 1–1 | 2–0 |
| Constància     | 2–2 | 2–2 | 2–2 | 3–0 | —   | 1–0 | 1–1 | 1–1 | 0–0 | 2–1 | 1–0 | 0–0 | 2–0 | 3–2 | 3–2 | 1–1 |
| Deportivo      | 8–2 | 3–0 | 0–0 | 2–1 | 8–0 | —   | 2–0 | 4–1 | 4–0 | 0–0 | 2–1 | 5–0 | 3–0 | 2–1 | 2–0 | 0–1 |
| Europa         | 3–2 | 2–1 | 1–0 | 0–0 | 1–1 | 2–0 | —   | 2–0 | 1–0 | 3–0 | 0–0 | 1–1 | 0–1 | 3–1 | 2–0 | 1–0 |
| Gijón          | 5–0 | 4–1 | 1–0 | 1–2 | 2–0 | 2–2 | 1–0 | —   | 2–1 | 1–0 | 3–1 | 0–1 | 1–1 | 5–2 | 4–1 | 1–0 |
| Hospitalet     | 3–2 | 3–1 | 2–0 | 2–1 | 2–1 | 3–3 | 1–1 | 0–1 | —   | 2–2 | 3–0 | 2–0 | 0–2 | 1–3 | 2–1 | 4–1 |
| Indautxu       | 0–0 | 3–1 | 3–0 | 2–1 | 2–1 | 1–2 | 4–1 | 0–2 | 3–1 | —   | 2–1 | 3–1 | 2–2 | 0–3 | 0–0 | 0–0 |
| Langreo        | 0–0 | 3–0 | 1–0 | 1–1 | 4–1 | 1–4 | 0–2 | 0–1 | 2–1 | 0–0 | —   | 1–1 | 1–0 | 0–0 | 2–0 | 1–0 |
| Ourense        | 3–0 | 1–0 | 0–2 | 1–1 | 2–0 | 2–0 | 3–0 | 1–0 | 0–1 | 2–0 | 1–3 | —   | 4–1 | 0–2 | 2–0 | 2–2 |
| Osasuna        | 2–2 | 4–0 | 0–1 | 2–1 | 1–0 | 4–1 | 1–0 | 3–3 | 2–1 | 1–1 | 6–2 | 3–0 | —   | 0–1 | 3–2 | 4–4 |
| Reial Societat | 1–0 | 1–1 | 1–1 | 2–0 | 0–0 | 1–3 | 1–2 | 0–1 | 5–0 | 2–1 | 3–0 | 2–1 | 1–0 | —   | 2–1 | 0–1 |
| Salamanca      | 0–2 | 1–0 | 1–1 | 1–0 | 0–0 | 0–1 | 1–2 | 0–0 | 3–1 | 2–1 | 2–2 | 0–0 | 1–2 | 2–1 | —   | 1–2 |
| Santander      | 1–1 | 3–1 | 0–1 | 2–0 | 1–1 | 0–2 | 2–0 | 3–0 | 4–1 | 0–0 | 1–0 | 2–0 | 3–0 | 1–4 | 4–0 | —   |

| Golejador         | Gols | Equip               |
| ----------------- | ---- | ------------------- |
| Abel Fernández    | 26   | Racing Santander    |
| Enrique Silvestre | 22   | Osasuna             |
| José Luis Veloso  | 17   | Deportivo La Coruña |
| Juan Goyarán      | 17   | Alavés              |
| Manuel Loureda    | 15   | Deportivo La Coruña |

| Porter          | Gols | Partits | Mitjana | Equip               |
| --------------- | ---- | ------- | ------- | ------------------- |
| José María Cobo | 24   | 27      | 0.89    | Real Gijón          |
| Rogeli Pàmpols  | 20   | 21      | 0.95    | Deportivo La Coruña |
| Juan García     | 25   | 26      | 0.96    | Europa              |
| Jesús Larzábal  | 22   | 22      | 1       | Racing Santander    |
| Mariano Martín  | 22   | 21      | 1.05    | Indautxu            |

## Grup Sud

### Clubs participants
| Club                 | Ciutat                 | Estadi                    |
| -------------------- | ---------------------- | ------------------------- |
| CD Abarán            | Abarán                 | Las Colonias              |
| Algeciras CF         | Algesires              | El Mirador                |
| Cadis CF             | Cadis                  | Ramón de Carranza         |
| Atlético Ceuta       | Ceuta                  | Alfonso Murube            |
| Eldenc               | Elda                   | El Parque                 |
| Granada CF           | Granada                | Los Cármenes              |
| Hèrcules CF          | Alacant                | La Viña                   |
| UD Las Palmas        | Las Palmas             | Insular                   |
| CD Málaga            | Màlaga                 | La Rosaleda               |
| RCD Mallorca         | Palma                  | Lluís Sitjar              |
| Melilla CF           | Melilla                | Álvarez Claro             |
| CD Mestalla          | València               | Mestalla                  |
| Ontinyent CF         | Ontinyent              | El Clariano               |
| Recreativo de Huelva | Huelva                 | Municipal                 |
| CD San Fernando      | San Fernando           | Marqués de Varela         |
| CD Tenerife          | Santa Cruz de Tenerife | Heliodoro Rodríguez López |

### Classificació
| Pos | Equip              | PJ | PG | PE | PP | GF | GC | DG  | Pts | Promoció, classificació o descens |
| --- | ------------------ | -- | -- | -- | -- | -- | -- | --- | --- | --------------------------------- |
| 1   | Las Palmas (P)     | 30 | 17 | 6  | 7  | 45 | 25 | +20 | 40  | Ascens a Primera Divisió          |
| 2   | Hèrcules           | 30 | 15 | 8  | 7  | 48 | 38 | +10 | 38  | Promoció d'ascens                 |
| 3   | Mallorca           | 30 | 16 | 5  | 9  | 52 | 32 | +20 | 37  |                                   |
| 4   | Mestalla           | 30 | 13 | 7  | 10 | 60 | 38 | +22 | 33  |                                   |
| 5   | Tenerife           | 30 | 14 | 4  | 12 | 30 | 40 | −10 | 32  |                                   |
| 6   | Granada            | 30 | 12 | 8  | 10 | 41 | 32 | +9  | 32  |                                   |
| 7   | Cadis              | 30 | 13 | 4  | 13 | 45 | 41 | +4  | 30  |                                   |
| 8   | Algeciras          | 30 | 13 | 4  | 13 | 40 | 53 | −13 | 30  |                                   |
| 9   | Málaga             | 30 | 12 | 6  | 12 | 38 | 33 | +5  | 30  |                                   |
| 10  | Ontinyent          | 30 | 10 | 9  | 11 | 33 | 29 | +4  | 29  |                                   |
| 11  | Recreativo         | 30 | 10 | 9  | 11 | 41 | 34 | +7  | 29  |                                   |
| 12  | Melilla            | 30 | 10 | 8  | 12 | 34 | 38 | −4  | 28  |                                   |
| 13  | Abarán (O)         | 30 | 10 | 6  | 14 | 38 | 49 | −11 | 26  | Promoció de descens               |
| 14  | Atlético Ceuta (O) | 30 | 10 | 6  | 14 | 29 | 49 | −20 | 26  | Promoció de descens               |
| 15  | San Fernando (R)   | 30 | 9  | 3  | 18 | 24 | 45 | −21 | 21  | Descens a Tercera Divisió         |
| 16  | Eldenc (R)         | 30 | 7  | 5  | 18 | 33 | 55 | −22 | 19  | Descens a Tercera Divisió         |

### Resultats
| Casa \ Fora    | ABA | ALG | CÁD | CEU | ELD | GRA | HÉR | LPA | MGA | MLL | MEL | MES | ONT | REC | SFE | TEN |
| -------------- | --- | --- | --- | --- | --- | --- | --- | --- | --- | --- | --- | --- | --- | --- | --- | --- |
| Abarán         | —   | 2–0 | 1–0 | 4–1 | 5–1 | 1–1 | 0–1 | 0–3 | 2–0 | 0–1 | 3–1 | 4–2 | 1–1 | 2–1 | 1–0 | 3–0 |
| Algeciras      | 1–1 | —   | 2–4 | 1–1 | 3–1 | 1–0 | 2–1 | 2–1 | 3–1 | 2–1 | 3–1 | 1–2 | 2–0 | 0–0 | 3–1 | 2–0 |
| Cadis          | 4–2 | 1–0 | —   | 2–0 | 2–1 | 2–1 | 1–2 | 3–0 | 4–2 | 1–2 | 2–0 | 2–2 | 2–0 | 0–0 | 3–0 | 3–0 |
| Atlético Ceuta | 2–1 | 2–2 | 2–1 | —   | 3–1 | 0–0 | 3–2 | 1–0 | 1–0 | 2–1 | 0–0 | 1–1 | 1–0 | 1–1 | 3–0 | 0–1 |
| Eldenc         | 1–1 | 1–2 | 2–1 | 4–2 | —   | 1–1 | 1–1 | 2–0 | 1–2 | 3–0 | 1–1 | 1–2 | 2–1 | 2–1 | 4–1 | 0–1 |
| Granada        | 1–1 | 2–0 | 2–0 | 0–1 | 4–0 | —   | 0–0 | 2–1 | 4–1 | 4–1 | 3–0 | 2–1 | 2–1 | 1–0 | 1–0 | 0–1 |
| Hèrcules       | 2–1 | 4–0 | 4–1 | 1–0 | 3–1 | 2–0 | —   | 1–1 | 1–0 | 1–3 | 1–1 | 1–0 | 1–1 | 1–0 | 2–0 | 2–1 |
| Las Palmas     | 3–0 | 3–0 | 1–0 | 3–1 | 3–0 | 1–0 | 4–3 | —   | 1–1 | 2–0 | 1–0 | 1–1 | 3–0 | 2–1 | 3–0 | 1–0 |
| Málaga         | 3–0 | 0–2 | 2–2 | 2–0 | 3–0 | 1–1 | 1–1 | 0–1 | —   | 0–0 | 2–0 | 2–0 | 1–0 | 1–1 | 5–0 | 3–0 |
| Mallorca       | 6–0 | 6–1 | 2–1 | 3–0 | 1–1 | 2–1 | 3–1 | 2–0 | 2–0 | —   | 4–1 | 1–0 | 0–2 | 2–1 | 1–0 | 3–0 |
| Melilla        | 2–0 | 2–0 | 0–1 | 3–0 | 2–0 | 3–0 | 5–2 | 1–1 | 3–1 | 1–1 | —   | 2–1 | 1–0 | 0–0 | 0–0 | 2–0 |
| Mestalla       | 4–0 | 7–1 | 3–0 | 5–0 | 2–1 | 1–2 | 5–2 | 1–1 | 0–1 | 2–1 | 4–1 | —   | 2–2 | 2–2 | 2–0 | 3–0 |
| Ontinyent      | 1–1 | 2–0 | 0–0 | 2–0 | 2–0 | 1–0 | 0–1 | 1–0 | 1–0 | 1–1 | 0–0 | 2–2 | —   | 3–1 | 2–0 | 5–1 |
| Recreativo     | 4–1 | 4–2 | 4–1 | 3–0 | 2–0 | 3–3 | 1–1 | 0–1 | 0–1 | 1–1 | 1–0 | 2–1 | 1–0 | —   | 2–1 | 4–1 |
| San Fernando   | 1–0 | 0–1 | 2–1 | 1–0 | 2–0 | 3–1 | 2–2 | 1–2 | 1–2 | 1–0 | 3–1 | 1–2 | 1–0 | 2–0 | —   | 0–0 |
| Tenerife       | 1–0 | 2–1 | 2–0 | 4–1 | 1–0 | 2–2 | 0–1 | 1–1 | 1–0 | 2–1 | 3–0 | 1–0 | 2–2 | 1–0 | 1–0 | —   |

| Golejador        | Gols | Equip     |
| ---------------- | ---- | --------- |
| Juan Ramón Arana | 19   | Hèrcules  |
| Vicente Navarro  | 16   | Mestalla  |
| Rafael Blanco    | 15   | Cadis     |
| Pepillo          | 14   | Mallorca  |
| José Tapia       | 13   | Algeciras |

| Porter             | Gols | Partits | Mitjana | Equip     |
| ------------------ | ---- | ------- | ------- | --------- |
| Américo Canas      | 27   | 30      | 0.9     | Málaga    |
| Juan Moreno        | 29   | 30      | 0.97    | Ontinyent |
| Juan Ignacio Otero | 25   | 25      | 1       | Granada   |
| Juan Galán         | 30   | 29      | 1.03    | Mallorca  |
| Joaquín Valero     | 28   | 23      | 1.22    | Mestalla  |

## Promoció d'ascens

### Anada
| 7 juny 1964 | Oviedo                                             | 4-1     | Hèrcules      | Oviedo                           |  |
|             | José María 26' · Iglesias 32', 88' · José Luis 53' | Informe | José Juan 80' | Carlos Tartiere · Plaza Pedraz · |  |

| 14 juny 1964 | Real Gijón | 1-0     | Espanyol | Gijón                           |  |
|              | Montes 55' | Informe |          | El Molinón · Zariquiegui Izco · |  |

### Tornada
| 14 juny 1964 | Hèrcules  | 1-0 (Total: 2-4) | Oviedo | Alacant                       |  |
|              | Arana 55' | Informe          |        | La Viña · Ortiz de Mendibil · |  |

| 21 juny 1964 | Espanyol                              | 3-0 (Total: 3-1) | Real Gijón | Barcelona                |  |
|              | Kubala 13' · Muñoz 15' · Idígoras 70' | Informe          |            | Sarrià · Gómez Arribas · |  |

## Promoció de descens

### Anada
| 21 juny 1964 | Gimnástica Torrelavega | 1-3     | Badalona                             | Torrelavega                   |  |
|              | Ceballos 12'           | Informe | Rangil 39' · Florit 54' · Gasull 89' | El Malecón · Rivero Lecuona · |  |

| 21 juny 1964 | Extremadura  | 1-2     | Abarán                  | Almendralejo                         |  |
|              | Bizcocho 55' | Informe | Alonso 65' · Martos 75' | Francisco de la Hera · Varas Gómez · |  |

| 21 juny 1964 | Gimnàstic                 | 3-1     | Hospitalet | Tarragona                                    |  |
|              | Serer 14' · Rifé 22', 60' | Informe | Arnàs 25'  | Avinguda de Catalunya · Urrestarazu Elordi · |  |

| 21 juny 1964 | Cartagena      | 1-1     | Atlético Ceuta | Cartagena                    |  |
|              | Blanqueras 15' | Informe | Toto 11'       | El Almarjal · David Aguado · |  |

### Tornada
| 28 juny 1964 | Badalona                                                 | 6-1 (Total: 9-2) | Gimnástica Torrelavega | Badalona                                 |  |
|              | Peñalver 4', 24', 42' · Toll 6' · Robles 35' · Viñas 76' | Informe          | Gómez 75'              | Avinguda de Navarra · López Montenegro · |  |

| 28 juny 1964 | Abarán                | 2-1 (Total: 4-2) | Extremadura | Abarán                        |  |
|              | Martos 73' · Besó 75' | Informe          | Rufo 68'    | Las Colonias · Sánchez Ríos · |  |

| 28 juny 1964 | Hospitalet                | 2-0 (Total: 3-3) | Gimnàstic | L'Hospitalet de Llobregat     |  |
|              | Vacunín 15' · Llorens 57' | Informe          |           | Municipal · Medina Iglesias · |  |

| 28 juny 1964 | Atlético Ceuta          | 2-0 (Total: 3-1) | Cartagena | Ceuta                               |  |
|              | Toto 55' · Castillo 75' | Informe          |           | Alfonso Murube · Menéndez de León · |  |

### Desempat
| 30 juny 1964 | Hospitalet             | 2-0     | Gimnàstic | Barcelona                    |  |
|              | Llorens 2', 50' (pen.) | Informe |           | Camp Nou · Canera Coscolín · |  |

## Resultats finals
- Campió: RC Deportivo de La Coruña, UD Las Palmas.
- Ascens a Primera divisió: RC Deportivo de La Coruña, UD Las Palmas.
- Descens a Segona divisió: Pontevedra CF, Real Valladolid.
- Ascens a Segona divisió: Club Barakaldo Altos Hornos, CF Calvo Sotelo, Real Unión de Irún, CE Sabadell CF.
- Descens a Tercera divisió: UD Salamanca, Deportivo Alavés, CD San Fernando, CD Eldenc.